# Erwin Hujecek
Erwin Hujecek (* 9. Dezember 1959 in Wien) ist ein österreichischer Sportmoderator und -kommentator beim Österreichischen Rundfunk (ORF).

## Leben
Hujecek studierte Sprachwissenschaften und Völkerkunde. Seit 1986 ist er Mitarbeiter beim ORF-TV-Sport.
Für den ORF ist er in den Bereichen Fußball, Snowboard (vor allem Freestyle), Windsurfen und bei diversen Trendsportarten aktiv. Außerdem ist er für das ORF Sport + Magazin "Funsport" zuständig.
Erwin Hujecek war bei den Olympischen Winterspielen in Nagano 1998, den Olympischen Winterspielen in Salt Lake City 2002, den Olympischen Winterspielen in Turin 2006, den Olympischen Winterspielen 2010 in Vancouver, den Olympischen Winterspielen 2014 in Sotschi, den Olympischen Winterspielen 2018 in Pyeongchang und den Olympischen Winterspielen 2022 in Peking für den ORF als Kommentator dabei.